# Gare de Fontanivent
La gare de Fontanivent est une gare ferroviaire situé sur le territoire de la localité de Fontanivent, appartenant à la commune suisse de Montreux, dans le canton de Vaud.

## Situation ferroviaire
Établie à 555,8 mètres d'altitude, la gare de Fontanivent est située au point kilométrique 3,28 de la ligne de Montreux à Lenk im Simmental.
Elle est dotée d'une voie passante bordée par un quai et de deux voies en impasse uniquement accessibles depuis l'amont. Ces deux voies en impasse sont d'anciennes voies utilisées par le chemin de fer Clarens–Chailly–Blonay. En particulier, la voie centrale menait à Blonay.

## Histoire
La gare de Fontanivent a été mise en service en 1901, en même temps que la section de Montreux aux Avants de la ligne de Montreux à Lenk im Simmental. Elle portait alors le nom de Fontanivent-Brent. En 1911, la mise en service du tramway Clarens - Chailly - Blonay impose une modification du plan de voies de la gare et l'installation de quatre signaux de type sémaphore. En 1913, l'abri en bois est remplacé par un bâtiment voyageurs érigé en briques. En 1949, les quatre sémaphores sont remplacés par des signaux lumineux. En 1956, après la fermeture l'année précédente de la ligne Clarens - Chailly - Blonay, la voie vers Clarens est démolie tandis que la voie vers Blonay est conservée sur une distance d'environ 40 mètres comme voie de service. En 1974, le bâtiment voyageurs est reconstruit tandis que l'un des deux passages à niveau encadrant la gare est sécurisé avec des barrières. En 2004, la caténaire est renouvelée sur la section de Fontanivent à Chernex tandis qu'en 2005, la même opération est réalisée sur la section de Planchamp à Fontanivent. En 2006, le quai est surélevé afin de rendre le quai plus accessible aux personnes à mobilité réduite. En 2008, le bâtiment voyageurs est vendu mais le MOB continue à occuper la salle d'attente et les locaux techniques.

## Service des voyageurs

### Accueil
Gare du MOB, elle est dotée d'un bâtiment voyageurs et d'un distributeur automatique de titres de transport sur le quai.
Si le quai est accessible sans obstacle, la gare n'est pour autant pas pleinement accessible aux personnes à mobilité réduite.

### Desserte
La gare de Fontanivent est desservie toutes les heures par un train Regio du MOB reliant Montreux aux Avants ainsi qu'un deuxième train Panoramic Express assurant la relation entre Montreux et Zweisimmen.

### Intermodalité
La gare de Fontanivent est desservie par la ligne de bus 208 du réseau de transports publics VMCV reliant La Tour-de-Peilz à la gare de Blonay ainsi que par la ligne nocturne Petit Prince 291 reliant la gare de Vevey au casino de Montreux.